# Siège de la base aérienne de Taftanaz
Guerre civile syrienne
Batailles
Le siège de la base aérienne de Taftanaz a lieu du 3 novembre 2012 au 11 janvier 2013 lors de la guerre civile syrienne.

## Déroulement
Le 3 novembre 2012, les forces rebelles lancent une attaque coordonnée contre la base d'hélicoptère de Taftanaz. Cette dernière est située à un kilomètre de la ville, tombée aux mains de la rébellion quelques mois plus tôt. Les hélicoptères du régime syrien sont alors utilisés massivement pour larguer des barils d'explosifs, imprécis mais dévastateurs,.
Le 1er ou le 2 janvier, 700 à 800 rebelles lancent l'assaut décisif,. Selon l'OSDH, les groupes insurgés qui prennent part au combat sont le Front al-Nosra, Ahrar al-Cham et Taliaa al-Islamiya. Le 11 janvier, après dix jours d'assaut, la base de Taftanaz tombe entièrement aux mains des rebelles,.
Peu après la capture de la base, l'aviation syrienne bombarde les pistes et bâtiments de l'aéroport. L'OSDH fait état de huit soldats, deux miliciens pro-régime et sept rebelles tués au combat.
Des véhicules sont saisis par les rebelles, dont des hélicoptères, des chars et des lance-roquettes multiples, mais la plupart auraient pu être évacués par les loyalistes sur Idleb,. Les forces gouvernementales seraient également parvenues à évacuer 60 hélicoptères avant la chute de la base, n'en laissant que 20 non-opérationnels,. Les aéronefs auraient été déplacés dans la base aérienne de Mastuma, située dans la ville limitrophe de Fuaa.

### Vidéographie
- « Syrie : les rebelles contrôlent un grand aéroport militaire du nord » [vidéo], sur youtube, Euronews, 11 janvier 2013.